# Divadlo Broadway
Divadlo Broadway [ˈbrɔːdweɪ] je pražská kulturní scéna vybudovaná v paláci Broadway postaveném roku 1938 a spojujícím ulice Na příkopě a Celetná. 

## Historie
V místech divadelního sálu se původně nacházelo kino Broadway (též kino Sevastopol aj., poslední název Cinema Broadway. Během roku 1998 kino ukončilo svůj provoz a po rekonstrukci byly v prosinci 2001 jeho prostory otevřeny jako divadlo. Architektem sálu, ve kterém jsou umístěny tmavě modře zbarvené sedačky doplněné prvky z tmavého dřeva a na jevišti jsou dvě točny, přičemž jedna z nich má i propadlo, se stal Jaromír Pizinger.

## Inscenace a aktivity (výběr)
V polovině ledna roku 2002 se v prostorách divadla uskutečnila módní přehlídka českých olympioniků před zimními hrami v Salt Lake City a 22. února téhož roku měl v sále premiéru muzikál Kleopatra. Posléze se v něm se hrál například jeden z nejúspěšnějších muzikálů Michala Davida nazvaný Tři mušketýři, dále Adéla ještě nevečeřela, v němž za roli komisaře Josefa Ledviny obdržel roku 2008 herec Vlastimil Zavřel cenu Thálie; uvádí se zde také muzikály Mýdlový princ, Kat mydlář, Kocour v botách, Kvítek mandragory, Láska nebeská a nově i Okno mé lásky, jehož hudební složku tvoří upravené hity skupiny Olympic.